# La Bonne
La Bonne é um filme de 1986, dirigido por Salvatore Samperi.

## Sinopse
O filme passa-se em Vicenza, ano de 1956. Ana é a esposa de Giacomo, um advogado muito ocupado na política local. Ela passa o tempo em casa a cuidar da sogra. Um dia conhece Angela, uma empregada, cujas confidências a vão fazendo entrar em jogos eróticos cada vez mais perversos.[carece de fontes?]

## Elenco
- Florence Guérin: Anna
- Katrine Michelsen: Angela
- Benito Artesi:
- Cyrus Elias: Giacomo
- Silvio Anselmo: Mario
- Ida Eccher:
- Lorenzo Lena:
- Rita Savagnone:
- Antonella Ponziani: